# Neufchâtel-en-Saosnois

Neufchâtel-en-Saosnois este o comună în departamentul Sarthe, Franța. În 2009 avea o populație de 967 de locuitori.